# Dinotrema denticulatum
Dinotrema denticulatum är en stekelart som först beskrevs av Stelfox och Graham 1951.  Dinotrema denticulatum ingår i släktet Dinotrema och familjen bracksteklar. Inga underarter finns listade i Catalogue of Life.